# Saint-Étienne-de-Fontbellon
Saint-Étienne-de-Fontbellon is een gemeente in het Franse departement Ardèche (regio Auvergne-Rhône-Alpes). De plaats maakt deel uit van het arrondissement Largentière. Saint-Étienne-de-Fontbellon telde op 1 januari 2022 2.894 inwoners.

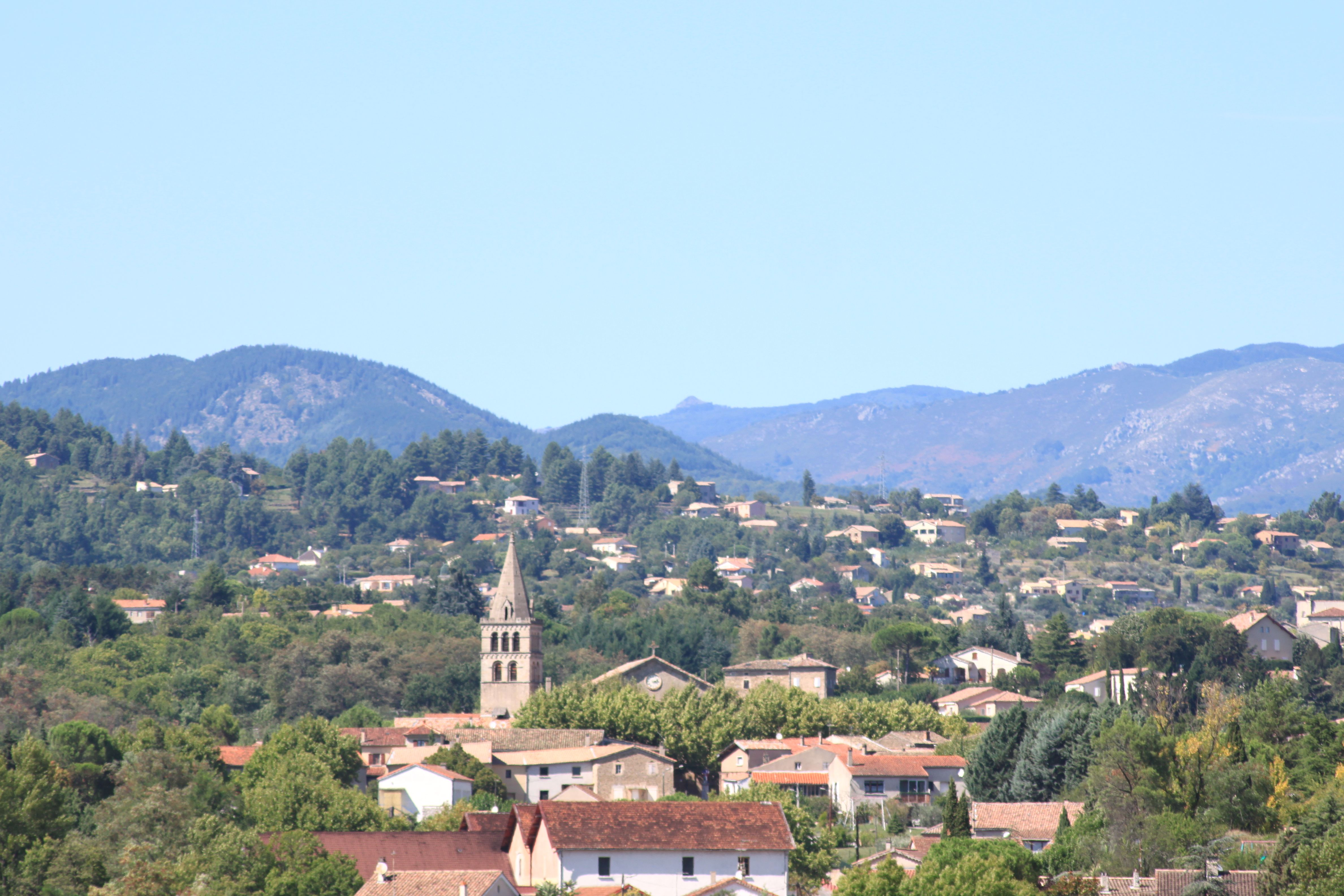
Saint-Étienne-de-Fontbellon
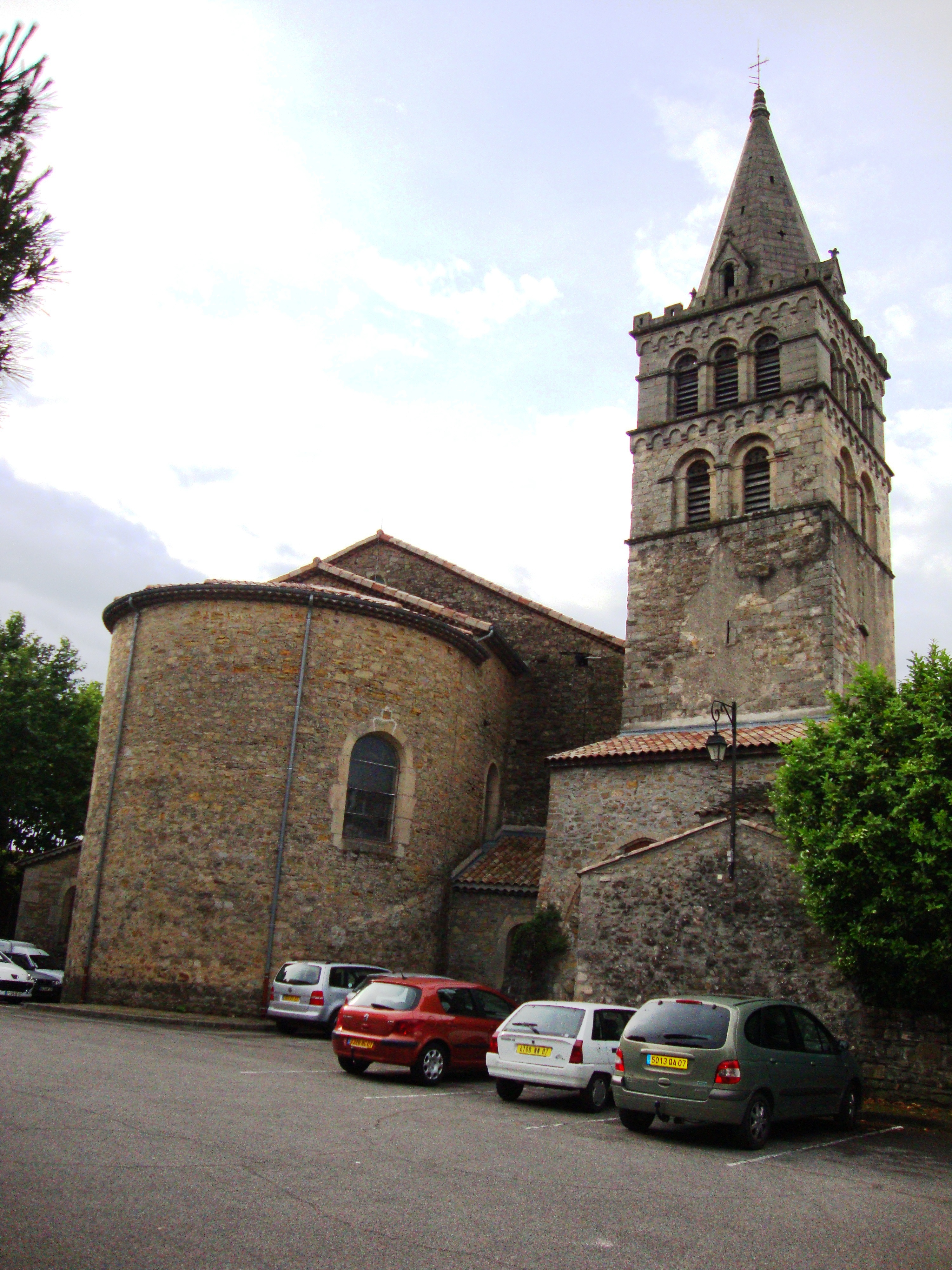
Kerk van Saint-Étienne-de-Fontbellon
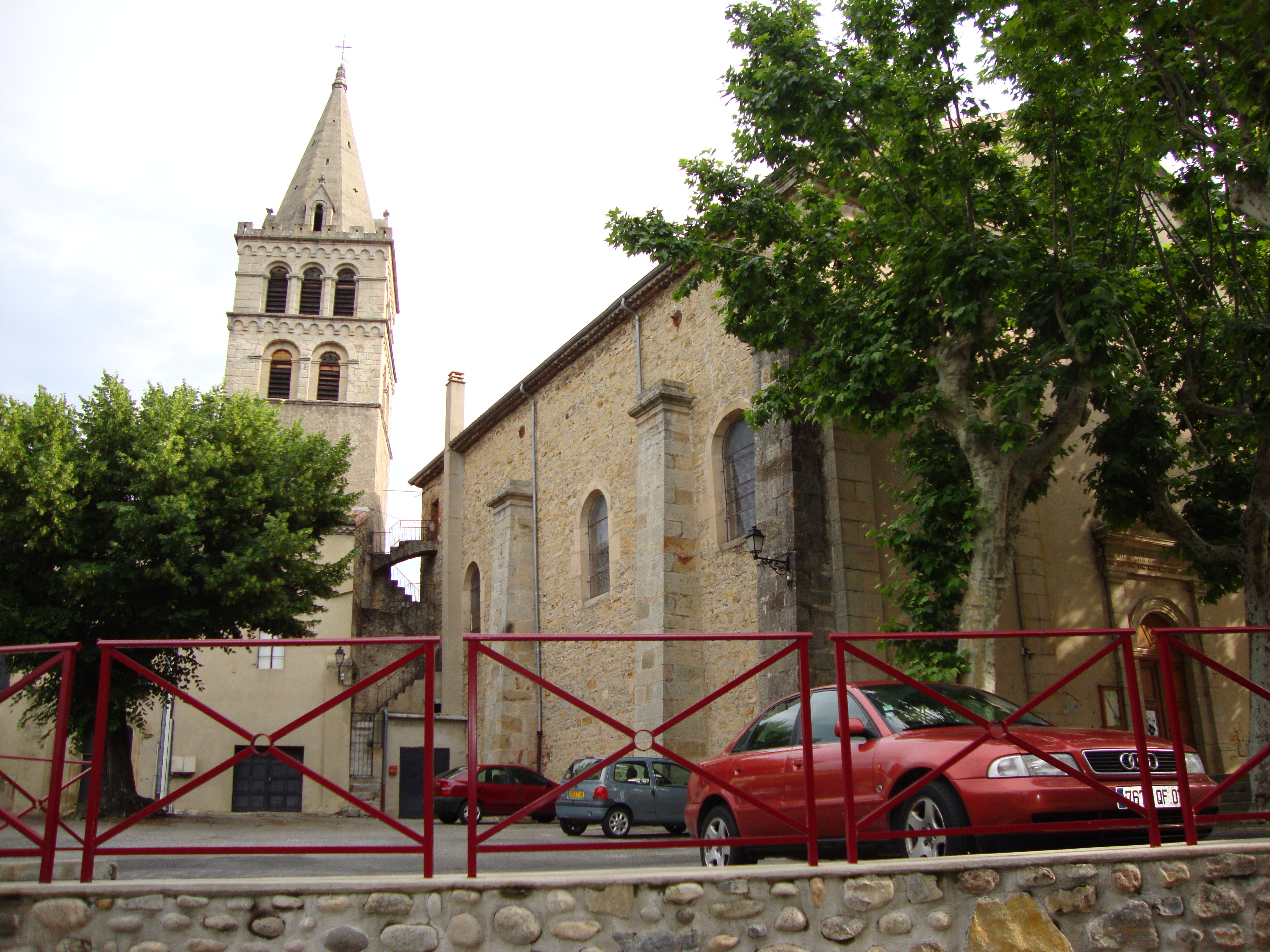
Centrum

## Geografie
De oppervlakte van Saint-Étienne-de-Fontbellon bedroeg op 1 januari 2022 9,51 vierkante kilometer; de bevolkingsdichtheid was toen 304,3 inwoners per km².
De onderstaande kaart toont de ligging van Saint-Étienne-de-Fontbellon met de belangrijkste infrastructuur en aangrenzende gemeenten.

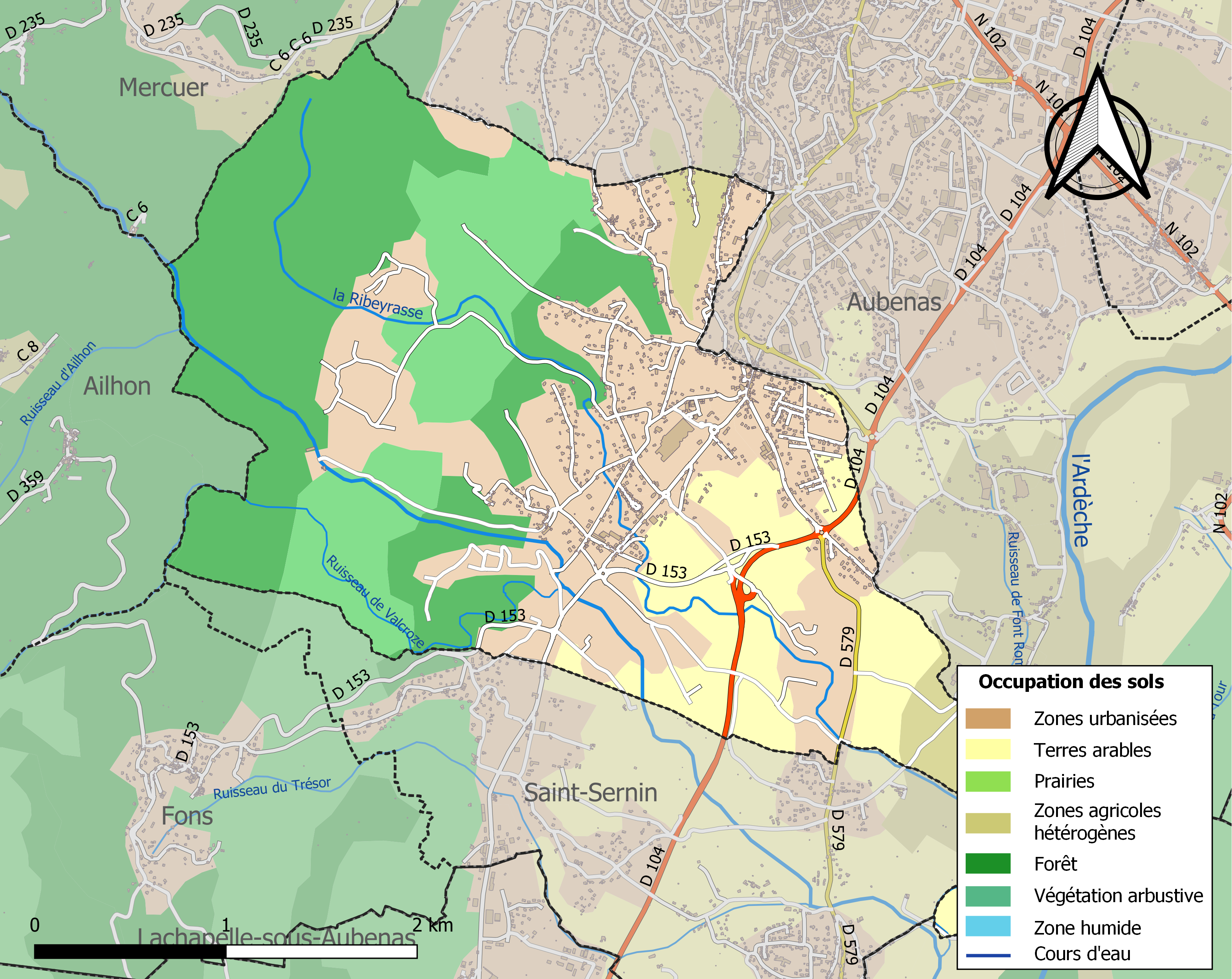

## Demografie
Onderstaande figuur toont het verloop van het inwonertal (bron: INSEE-tellingen).

Vanwege een beveiligingsprobleem met de MediaWiki Graph-software is het momenteel niet mogelijk deze grafiek weer te geven. Zodra de software is bijgewerkt zal de grafiek vanzelf weer zichtbaar worden.